# Loo (Duiven)
Pour les articles homonymes, voir Loo.
Loo est un village situé dans la commune néerlandaise de Duiven, dans la province de Gueldre. Le 1er janvier 2008, le village comptait 1 010 habitants.